# Neutitscheiner Lokalbahn

Das Streckennetz der Neutitscheiner Lokalbahn

Die k.k. priv. Neutitscheiner Lokalbahn (N.L.B.; tschechisch Novojičínská místní dráha) war eine Lokalbahngesellschaft im heutigen Tschechien. Die Strecke der Gesellschaft führte in Nordmähren von Suchdol nad Odrou (Zauchtel) nach Nový Jičín (Neutitschein). Die Gesellschaft war städtisches Eigentum der Gemeinde Neutitschein.

## Geschichte
Am 7. September 1880 erhielt die Gemeinde Neutitschein „die erbetene Concession zum Baue und Betriebe einer als normalspurige Localbahn auszuführenden Locomotiveisenbahn von der Station Zauchtl der a. priv. Kaiser Ferdinand-Nordbahn nach Neutitschein“ erteilt. Teil der Konzession war die Verpflichtung, den Bau der Strecke sofort zu beginnen und binnen sechs Monaten fertigzustellen.  Am 20. Dezember 1880 wurde die Strecke eröffnet. Die Neutitscheiner Lokalbahn führte den Betrieb selbst aus.
In den Jahren des Zweiten Weltkriegs übernahm die Neutitscheiner Lokalbahn auch die Betriebsführung der Bahnstrecke Hotzendorf–Neutitschein Süd (Hostašovice–Nový Jičín horní nádraží). Diese war seit Oktober 1938 teilweise auf deutschem Staatsgebiet gelegen, besaß aber keinen direkten Anschluss an weitere deutsche Strecken. Auch eine Anbindung an die Stammstrecke der Neutitscheiner Lokalbahn existierte nicht.
Nach dem Zweiten Weltkrieg 1945 wurde die Neutitscheiner Lokalbahn verstaatlicht und die Strecken wurden ins Netz der ČSD integriert. Die Stammstrecke von Suchdol nad Odrou nach Nový Jičín besteht noch. Die Strecke zwischen Hostašovice und Nový Jičín wurde dagegen im Juni 2009 bei einem Hochwasser schwer beschädigt. Eine Instandsetzung erfolgte danach nicht mehr, heute ist die Strecke abgebaut.

## Strecken
- Suchdol nad Odrou–Nový Jičín město
- Hostašovice–Nový Jičín horni nádraží (nur Betriebsführung; 1938–1945)[2]

## Lokomotiven
Als Erstausstattung erwarb die Neutitscheiner Lokalbahn 1880/1881 zwei zweifach gekuppelte Tenderlokomotiven, denen 1892 eine dritte folgte. Als diese kleinen Maschinen für die steigenden Zugmassen zu schwach waren, beschaffte die Neutitscheiner Lokalbahn ab 1904 drei Stück der bewährten dreifachgekuppelten Tenderlokomotiven der kkStB-Reihe 97. Diese drei Lokomotiven kamen 1945 noch zur ČSD, bis 1963 wurden sie ausgemustert.
| Lokomotiven der Neutitscheiner Lokalbahn | Lokomotiven der Neutitscheiner Lokalbahn | Lokomotiven der Neutitscheiner Lokalbahn | Lokomotiven der Neutitscheiner Lokalbahn | Lokomotiven der Neutitscheiner Lokalbahn | Lokomotiven der Neutitscheiner Lokalbahn | Lokomotiven der Neutitscheiner Lokalbahn |
| Nr.                                      | Zweite Nr.                               | Name                                     | Hersteller                               | Bauart                                   | Baujahr                                  | ČSD-Nummern                              |
| ---------------------------------------- | ---------------------------------------- | ---------------------------------------- | ---------------------------------------- | ---------------------------------------- | ---------------------------------------- | ---------------------------------------- |
| 1                                        | –                                        | NEUTITSCHEIN                             | Krauss München                           | B n2t                                    | 1880                                     |                                          |
| 2                                        | –                                        | KUNEWALD                                 | Krauss München                           | B n2t                                    | 1880                                     |                                          |
| 3                                        | –                                        | SCHÖNAU                                  | Wr. Neustadt                             | B n2t                                    | 1892                                     | 200.901 (1924)                           |
| 4                                        | 1(II)                                    | ZAUCHTEL                                 | Wr. Neustadt                             | C n2t                                    | 1904                                     | 310.908 (1924), 310.0136 (1948)          |
| 4(II)                                    | 2(II)                                    | NEUTITSCHEIN"                            | Wr. Neustadt                             | C n2t                                    | 1905                                     | 310.909 (1924) , 310.0137 (1948)         |
| 4(III)                                   | –                                        | KUNEWALD"                                | Wr. Neustadt                             | C n2t                                    | 1913                                     | 310.910 (1924), 310.0138 (1948)          |